# Podospora anserina
Podospora anserina es un hongo ascomiceto filamentoso del orden Sordariales. Se lo considera un organismo modelo para el estudio de biología molecular de senescencia (envejecimiento), priones, reproducción sexual e impulso meiótico. Tiene un ciclo de vida sexual obligado y pseudohomotálico (es decir, puede autofecundarse). Es un hongo coprófilo no patógeno que coloniza el estiércol de animales herbívoros como caballos, conejos, vacas y ovejas

## Investigación
Podospora es un organismo modelo para estudiar la genética, el envejecimiento (senescencia, degeneración celular), el desarrollo de ascomicetos, la incompatibilidad de heterocariones, el apareamiento en hongos, los priones y la fisiología mitocondrial y peroxisomal, entre otras cosas. Es fácilmente cultivable (por ejemplo, en dextrosa de patata compleja (completa) o agar/caldo de harina de maíz o incluso en un medio sintético) y es fácil de manipular utilizando herramientas moleculares modernas. Su temperatura óptima de crecimiento es de 25-27 °C y puede completar su ciclo de vida en 7 a 11 días en condiciones de laboratorio.

### Cepas
La mayor parte de la investigación se ha realizado en una pequeña colección de cepas francesas muestreadas en los años 20, en particular, las cepas denominadas S y s. Se sabe que estas dos cepas son muy similares genéticamente excepto por el locus het-s . El genoma de referencia publicado en 2008 corresponde a S+, es decir, el derivado haploide de la cepa S con tipo de apareamiento +.
Adicionalmente se han muestreado otras dos poblaciones, Usingen, Alemania, y Wageningen, Países Bajos, las cuales se han utilizado para estudiar impulso meiótico.

### Envejecimiento
Podospora anserina tiene un período de vida definido y muestra senescencia (crecimiento lento, menos hifas aéreas y una mayor producción de pigmento en las hifas distales). Sin embargo, hay variación en longevidad entre diferentes cepas. Se han realizado muchas manipulaciones genéticas para producir cepas inmortales o aumentar la esperanza de vida. Como resultado se sabe que el proceso de envejecimiento está fuertemente vinculado a la mitocondria. Esto se debe a que durante la respiración se producen especies reactivas de oxígeno que limitan la vida útil y, con el tiempo, se puede acumular ADN mitocondrial defectuoso. Los estudios de restricción calórica muestran que disminuir fuentes de energía como el azúcar conducen a un aumento en la esperanza de vida (probablemente debido a un metabolismo más lento y, por lo tanto, a una menor producción de especies reactivas de oxígeno o genes de supervivencia inducidos).

### Incompatibilidad vegetativa
Como muchos otros ascomicetos, si dos cepas de P. anserina se encuentran al crecer, éstas intentarán iniciar un proceso de fusión vegetativa. Sin embargo, si las dos cepas son incompatibles en ciertos loci conocidos como genes het (de heterocarionte) o vic (vegetative incomatibility), entonces las hifas fusionadas iniciarán muerte celular programada, formando una línea oscura de hifas muertas llamada zona de contacto. Como resultado, las dos cepas se mantienen fisiológicamente independientes y se comportan como individuos diferentes.
Se conocen nueve loci het en P. anserina: het-b, het-q, het-s, het-z, het-v, het-r, het-e, het-c y het-d. La reacción de incompatibilidad puede ser debido a diferentes alelos (p. ej. alelos het-B1 vs. het-B2) o por reacciones epistáticas entre dos loci het (p. ej. ciertos alelos de het-e o de het-d reaccionan con ciertos alelos de het-c).

## Genética
Los estudios genéticos originales por electroforesis en gel condujeron al hallazgo del tamaño del genoma, ca. 35 megabases, con 7 cromosomas y 1 cromosoma mitocondrial. En la década de 1980 se secuenció el cromosoma mitocondrial. En 2003 se inició un estudio piloto para secuenciar las regiones que bordean el centrómero del cromosoma V usando clones BAC y secuenciación directa. En 2008, se publicó un borrador de secuencia del genoma completo 10x. El tamaño del genoma ahora se estima en 35-36 megabases La manipulación genética en hongos es difícil debido a la baja eficiencia de recombinación homóloga y las integraciones ectópicas (inserción del gen en una ubicación no deseada) y, por lo tanto, un obstáculo en los estudios genéticos (alelo reemplazo y knock-outs). Aunque en 2005 se desarrolló un método para la eliminación de genes (knock-outs) basado en un modelo para Aspergillus nidulans que implicaba la transformación de plásmidos cósmidos, en 2008 se desarrolló un mejor sistema para Podospora mediante el uso de una cepa que carece de proteínas de unión de extremos no homólogos (Ku (proteína), conocida en Podospora como PaKu70 ). Este método permite el reemplazo alélico por recombinación homóloga. Después de la transformación, la deleción de PaKu70 se puede restaurar cruzando con una cepa de tipo salvaje para producir una progenie con solo la deleción del gen objetivo o el intercambio alélico (por ejemplo, una mutación puntual)

## Metabolitos secundarios
Es bien sabido que muchos organismos en todos los dominios producen metabolitos secundarios. Se sabe que los hongos son prolíficos en este sentido. La extracción de productos estaba muy avanzada en la década de 1990 para el género Podospora. En concreto para Podospora anserina, se han descubierto dos nuevos productos naturales clasificados como pentaquétidos, en concreto derivados de las benzoquinonas; estos muestran actividades antifúngicas, antibacterianas y citotóxicas. La transferencia horizontal de genes es común en bacterias y entre procariotas y eucariotas, pero es más rara entre organismos eucariotas. Entre los hongos, los grupos de metabolitos secundarios son buenos candidatos para HGT. Por ejemplo, un grupo funcional de genes ST que produce esterigmatocistina se encontró en Podospora anserina y se derivó originalmente de Aspergillus. Este grupo está bien conservado, en particular los sitios de unión del factor de transcripción. La esterigmatocistina en sí misma es tóxica y es un precursor de otro metabolito tóxico, la aflatoxina.